# Мачка (канатная дорога)

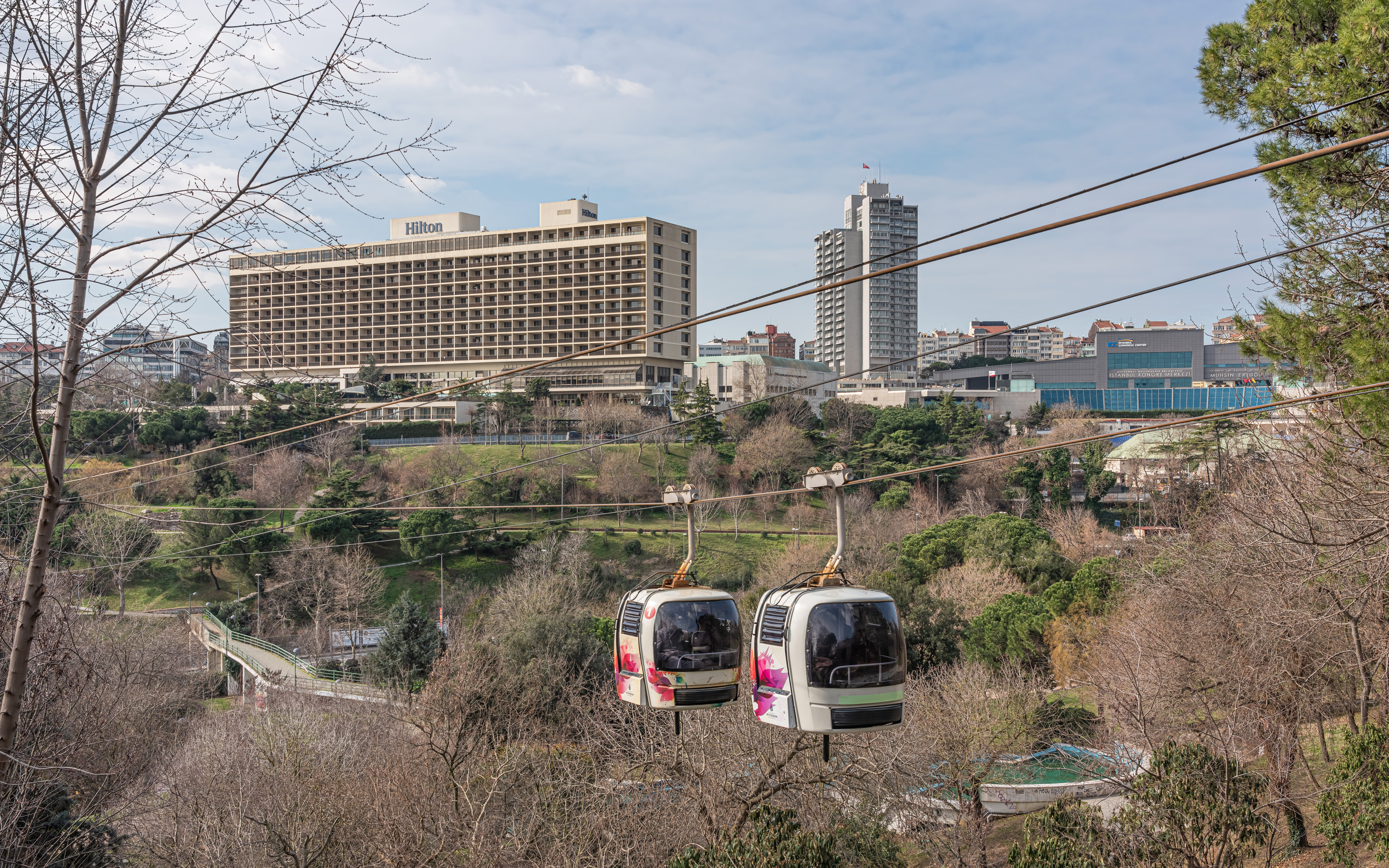
Кабины канатной дороги Мачка с видом на "Hilton Istanbul Bosphorus"

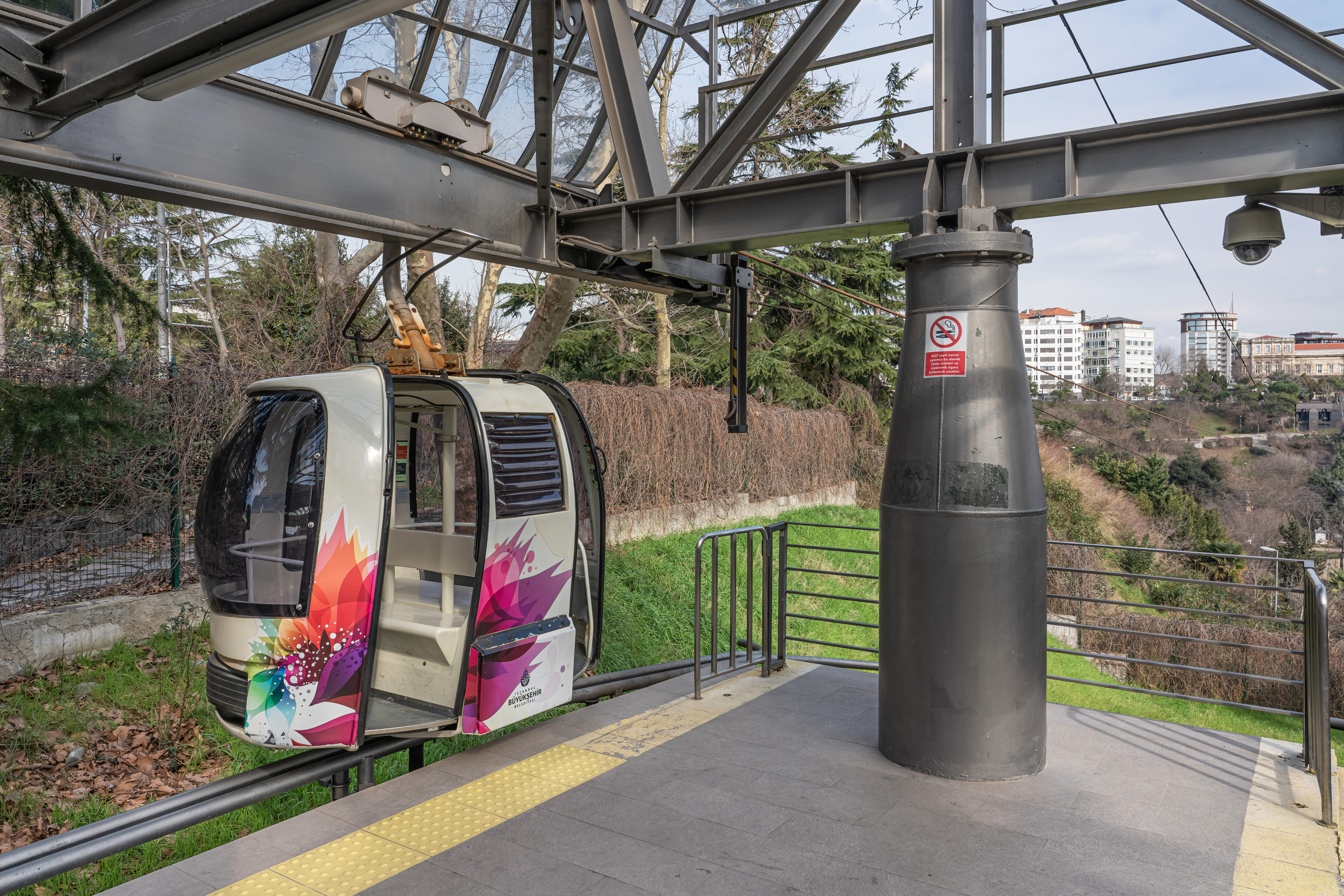
Кабина канатной дороги Мачка на станции Ташкишла

Канатная дорога Мачка, также известная как канатная дорога TF1 Мачка — Ташкишла (тур. TF1 Maçka – Taşkışla teleferik hattı) — канатная дорога, соединяющая две станции Мачка и Ташкишла, расположена в районе Шишли Стамбул, Турция. Линия проходит над оврагом, в котором располагается парк Демократии.

## Технические характеристики
- Длина линии: 333,5 м
- Количество станций: 2
- Количество кабин: 4
- Продолжительность поездки: 3,5 минуты
- Часы работы: 07:30-21:00 (в рабочие дни), 08:00-19:00 (воскресенье)
- Ежедневный пассажирооборот: 1000 человек
- Количество ежедневных поездок: 90
- Интервал: каждые 5 минут в часы пик
- Стоимость проезда: ₺ 2.30 (by Istanbulkart)[1]